# Daniel Giubellini
Daniel Giubellini (* 19. August 1969) ist ein ehemaliger Schweizer Turner.

## Leben
Giubellini wurde 1990 in Lausanne Europameister am Barren, nachdem er die Qualifikation für den Final als Achter gerade noch geschafft hatte. Im selben Jahr wurde er zum Schweizer Sportler des Jahres gewählt. Bei der Weltmeisterschaft in Indianapolis gelang ihm mit dem Schweizer Team die Qualifikation für die Olympischen Spiele 1992 in Barcelona. Bei diesen nahm er an acht Wettkämpfen teil.
Er ist verheiratet, studierter Betriebsökonom und in der Versicherungsbranche tätig. Seine vier Kinder sind ebenfalls im Kunstturnen aktiv.